# 도산초등학교 (통영시)
도산초등학교는 대한민국 경상남도 통영시 도산면 법송리에 있는 공립 초등학교이다. 교화는 장미(학명 Rosa spp), 교목은 소나무(학명 Pinus densiflora)이다. 현재 도산면 내의 유일한 1면 1교이다.

## 학교 연혁
- 1928년 9월 7일 도산공립보통학교(4년제) 인가
- 1938년 4월 1일 도산공립심상소학교 개편[1]
- 1941년 4월 1일 도산공립국민학교(6년제) 개편[2]
- 1946년 5월 1일 도산국민학교로 개명
- 1996년 3월 1일 도산초등학교로 개명[3]
- 1998년 3월 1일 도남분교장 통폐합
- 1999년 3월 1일 도원초등학교, 수월초등학교 통폐합
- 2019년 3월 1일 제30대 엄태철 교장 부임
- 2020년 2월 14일 제90회 졸업장 수여식 9명(총5031명)

## 참고 자료
- 도산초등학교 - 한국교육학술정보원 학교알리미

## 학교 상징
- 우리 학교 꽃 - 장미(Rosa spp) : 모든 것을 사랑하고 외유내강의 아름다움을 본받는 것을 나타냄.
- 우리 학교 나무 - 소나무(Pinus densiflora) : 수세도 강하고 항상 푸르름을 간직하는 것처럼 영원히 청렴 결백함을 의미함.